# План репатриации нелегальных иностранцев
План репатриации нелегальных иностранцев — план правительства Пакистана по репатриации иностранных граждан, которые либо не имеют действительной пакистанской визы, либо просрочили визу более чем на один год. Реализация плана началась 1 ноября 2023 года. 
Кампания по депортации нелегалов направлена главным образом против афганцев.

## Предыстория
Афганская миграция в Пакистан началась в 1979 году. Хотя многие вернулись домой, значительное количество беженцев, как с документами, так и без, остались. Последний приток беженцев (не меньше 600 000 человек) произошёл после захвата Кабула талибами в августе 2021 года.
План был разработан в ответ на рост количества терактов в Пакистане. Пакистанские официальные лица заявили, что с января произошло 24 взрыва террористов-смертников, 14 из которых совершили граждане Афганистана. На тот момент в стране проживало около 4,4 миллиона афганцев, из них 1,4 миллиона зарегистрированы как беженцы, 1,3 миллиона как иммигранты, более чем 1,7 миллиона находились нелегально.

## Депортация
3 октября 2023 года на заседании комитета Национального плана действий (НПД) под председательством временного премьер-министра Анвара-уль-Хака Какара было объявлено, что все иностранные граждане, которые нелегально проживают в стране, должны добровольно покинуть её к 31 октября. За месяц более 165 тысяч афганцев вернулись на родину.
Следующие действия властей предусматривали идентификацию и депортацию незарегистрированных иностранцев, которые ещё оставались в стране. Для содержания нарушителей и последующего возвращения на родину Министерство внутренних дел создало по всей стране 49 спецпунктов.
1 ноября правительство начало общенациональную операцию по депортации нелегалов. Для осуществления кампании проведена мобилизация силовых структур.
Мишенью силовиков стали не только афганцы, незаконно живущие в Пакистане, но и афганцы, получившие статус беженца. В рамках операции правительство Пакистана конфисковало имущество и другие активы на 4 млрд долларов.
В целях регулирования нелегальной иммиграции Пакистан ввёл так называемый «режим одного документа», который предусматривает, что каждый иностранец должен иметь действительную визу.

## Реакция
Массовая депортация была осуждена ООН
, Human Rights Watch и Amnesty International.
Правительство талибов выразило решительное непринятие действий Пакистана по депортации афганцев и призвало страну пересмотреть своё решение.